# 메트로뱅크
메트로뱅크(영어: Metrobank)는 필리핀의 은행이다.